# What About Now (álbum)
What About Now é o décimo segundo álbum de estúdio do grupo estadunidense de hard rock Bon Jovi, lançado em 8 de março de 2013. O álbum foi divulgado na turnê Because We Can - The Tour, que ocorreu nos anos de 2013 e 2014.

## Gravações e produção
Em uma entrevista à revista Classic Rock, o guitarrista Richie Sambora afirmou que o álbum foi gravado antes de seu álbum solo Aftermath of the Lowdown ficar pronto. Ele e o vocalista Jon Bon Jovi começaram a escrever e logo estavam no estúdio gravando com o resto da banda. "O álbum está pronto agora e soa maravilhoso, e nós começamos nossa turnê de 2013 em fevereiro, então nós estaremos em um estádio próximo a você muito em breve.
Richie Sambora também considerou o novo material como uma coletânea de "diferentes elementos", mas assegurou que os fãs antigos ficarão tão satisfeitos com o novo trabalho quanto ficaram com os antigos por mais de 30 anos.

## Faixas[6]
| N.º            | Título                          | Letras                                     | Duração |  |
| 1.             | "Because We Can"                | Jon Bon Jovi, Richie Sambora, Billy Falcon | 4:00    |  |
| 2.             | "I'm With You"                  | Bon Jovi, John Shanks                      | 3:44    |  |
| 3.             | "What About Now"                | Bon Jovi, John Shanks                      | 3:44    |  |
| 4.             | "Pictures of You"               | Bon Jovi, Sambora, Shanks                  | 3:58    |  |
| 5.             | "Amen"                          | Bon Jovi, Falcon                           | 4:12    |  |
| 6.             | "That's What the Water Made Me" | Bon Jovi, Falcon                           | 4:25    |  |
| 7.             | "What's Left of Me"             | Bon Jovi, Sambora, Falcon                  | 4:35    |  |
| 8.             | "Army of One"                   | Bon Jovi, Sambora, Desmond Child           | 4:34    |  |
| 9.             | "Thick as Thieves"              | Bon Jovi, Sambora, Shanks                  | 4:57    |  |
| 10.            | "Beautiful World"               | Bon Jovi, Falcon                           | 3:48    |  |
| 11.            | "Room at the End of the World"  | Bon Jovi, Shanks                           | 5:02    |  |
| 12.            | "The Fighter"                   |                                            | 4:37    |  |
| Duração total: | Duração total:                  | Duração total:                             | 51:36   |  |

| Faixas bônus da edição deluxe |                        |                                                                                    |         |  |
| N.º                           | Título                 | Letras                                                                             | Duração |  |
| 13.                           | "With These Two Hands" | Bon Jovi, Falcon                                                                   | 3:58    |  |
| 14.                           | "Into the Echo"        | Bon Jovi, Falcon                                                                   | 5:04    |  |
| 15.                           | "Not Running Anymore"  | Bon Jovi (canção solo de Jon Bon Jovi para a trilha sonora do filme Stand Up Guys) | 4:43    |  |
| Duração total:                | Duração total:         | Duração total:                                                                     | 13:45   |  |

| Faixas bônus da edição japonesa |                                |                                                                                    |         |  |
| N.º                             | Título                         | Letras                                                                             | Duração |  |
| 13.                             | "With These Two Hands"         | Bon Jovi, Falcon                                                                   | 3:58    |  |
| 14.                             | "Into the Echo"                | Bon Jovi, Falcon                                                                   | 5:04    |  |
| 15.                             | "Not Running Anymore"          | Bon Jovi (canção solo de Jon Bon Jovi para a trilha sonora do filme Stand Up Guys) | 4:43    |  |
| 16.                             | "Old Habits Die Hard"          | Bon Jovi                                                                           | 3:33    |  |
| 17.                             | "Every Road Leads Home to You" | Bon Jovi                                                                           | 4:40    |  |
| Duração total:                  | Duração total:                 | Duração total:                                                                     | 20:58   |  |

| Faixas bônus do DVD japonês |                              |        |         |  |
| N.º                         | Título                       | Letras | Duração |  |
| 1.                          | "Because We Can (vídeo)"     |        |         |  |
| 2.                          | "Because We Can (making of)" |        |         |  |
| 3.                          | "Have a Nice Day (ao vivo)"  |        |         |  |
| 4.                          | "It's My Life (ao vivo)"     |        |         |  |

## Formação
Bon Jovi
- Jon Bon Jovi - vocais, guitarra
- Richie Sambora - guitarra principal, vocal de apoio
- Tico Torres - bateria
- David Bryan - teclado, vocal de apoio

Músico contratado
- Hugh McDonald - baixo, vocal de apoio